# Русское гимнастическое общество

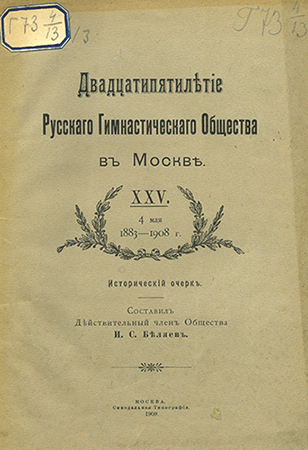
Двадцатипятилетие Русского гимнастического общества в Москве. XXV. 4 Мая 1883—1908 г.: исторический очерк

Ру́сское гимнасти́ческое о́бщество «Сокол» (РГО «Со́кол») — российское спортивное и физкультурное общество, основанное и официально зарегистрированное 4 мая (16 мая) 1883 года в Москве и возникшее под влиянием панславянского Сокольского движения с целью продвижения Сокольской гимнастики, а затем и других видов спорта: фехтование, борьба, тяжёлая атлетика, фигурное катание, бег на коньках, футбол, хоккей с мячом, лаун-теннис, бокс, лыжи, лёгкая атлетика, велоспорт. В апреле 1923 года РГО «Сокол» (МКС) был реорганизован в Краснопресненский спортивный клуб РКСМ («Красная Пресня»), который просуществовал до 1926 года.

## Названия
- 1883—1907 — РГО («Русское гимнастическое общество»)
- 1908 — март 1922 — РГО «Сокол»
- 1 августа 1920 — март 1921 — МКС («Московский клуб спорта»)
- апрель 1922 — 6 апреля 1923 — МКС («Московский клуб спорта»)

## История РГО «Сокол»
19 февраля (3 марта по новому стилю) 1882 года 53 москвича (представители дворянства, купечества, интеллигенции) составили и направили князю Петру Григорьевичу Волконскому для передачи господину Московскому генерал-губернатору князю Владимиру Андреевичу Долгорукому прошение о ходатайстве перед Министром внутренних дел об учреждении Русского гимнастического общества в Москве. Тогда же был утверждён проект устава Общества, в самом первом параграфе которого была поставлена цель «содействовать развитию гимнастического дела в видах укрепления и восстановления здоровья». Среди 53 подписавшихся были такие известные люди, как: писатели Антон Чехов и Владимир Гиляровский, известный промышленник и предприниматель Николай Шустов, а также русские предприниматели и меценаты-старообрядцы Морозовы: братья Сергей и Савва Тимофеевичи.
Многолетний член правления РГО «Сокол» и историк общества И. С. Беляев в книге «Двадцатипятилетие Русского Гимнастического Общества в Москве. XXV. 4 мая 1883—1908 г.» приводит полный список 53-х учредителей Русского гимнастического общества:
- Николай Александрович Арбатский
- Сергей Александрович Арбатский
- Николай Матвеевич Бобылев
- Александр Луппович Васильев
- Назар Леонтьевич Верещагин
- Пётр Григорьевич Волконский
- Александр Адамович Гивартовский
- Антон Адамович Гивартовский
- Владимир Алексеевич Гиляровский
- Иван Иванович Горожанкин
- Михаил Михайлович Зензинов
- Михаил Моисеевич Иваненко
- Иван Иванович Иванов
- Александр Николаевич Ильиных
- Алексей Григорьевич Каменский
- Николай Николаевич Касаткин
- Александр Андреевич Катуар
- Андрей Львович Катуар
- Михаил Оттонович Кистер
- Михаил Андреевич Комаров
- Сергей Андреевич Комаров
- Иван Васильевич Коптев
- Григорий Александрович Крестовников
- Пётр Никитин Кречетов
- Григорий Иванович Кристи
- Василий Григорьевич Курчевский
- Николай Николаевич Львов
- Константин Митрофанович Мазурин
- Иван Иванович Малых
- Владимир Николаевич Милютин
- Сергей Тимофеевич Морозов
- Савва Тимофеевич Морозов
- Николай Семёнович Мосолов
- Александр Сергеевич Мусатов
- Александр Николаевич Найдёнов
- Николай Николаевич Ночевкин
- Григорий Иванович Ностиц
- Осодор Васильевич Орлов
- Николай Николаевич Охлябинин
- Владимир Францович Пиколи
- Александр Иванович Постников
- Пётр Иванович Постников
- Дмитрий Николаевич Ремер
- Оттон Иванович Селецкий
- Александр Александрович Столповский
- Юрий Владимирович Стрекалов
- Алексей Михайлович Струков
- Дмитрий Михайлович Струков
- Тарас Петрович Тарасов
- Антон Павлович Чехов
- Николай Мартемьянович Чукмалдин
- Алексей Алексеевич Шипулин
- Николай Николаевич Шустов

Чуть позднее к учредителям присоединился брат известного русского писателя Антона Чехова — художник Н. П. Чехов.
В итоге спустя год, 4 (16) мая 1883 года В Москве было основано и официально зарегистрировано «Русское гимнастическое общество».
Члены РГО установили ежегодную плату в размере 12 рублей, а также единовременный взнос в размере 15 рублей, из которых 2/5 части шли в неприкосновенные основной и запасной капиталы. Из числа членов общества сроком на 3 года избирался совет.
24 сентября 1883 года состоялось первое заседание Совета РГО под председательством О. И. Селецкого. Тогда же общему собранию было доложено, что пока прошение об учреждении Общества находилось на рассмотрении правительства, его учредителями была осуществлена аренда зала, для проведения занятий. Этим залом стало домовладение А. Ф. Редлиха (Страстной бульвар, д. 12). Редлиховский зал ранее занимал известный в Москве фехтовальщик Т. П. Тарасов, с которым был заключён договор о совместной аренде и работе Т. П. Тарасова в качестве преподавателя в Русском гимнастическом обществе.

### Смена базирования РГО «Сокол» в Москве
Первый зал «Русского гимнастического общества» располагался в доме А. Ф. Редлиха, в надворном каменном двухэтажном здании. Общество занимало весь нижний этаж.
В. А. Гиляровский сохранил воспоминания одного из членов РГО: «Зала представляла из себя прямоугольник, размером 9 сажен длины, 4,5 ширины и около 7 аршин вышины, без раздевальной комнаты, находившейся за аркой. В самом конце залы были укреплены снаряды: две шведские мачты, несколько шестов и канатов. На средине … ставился турник, ближе к стене висели две пары колец и трапеция. … Зала оканчивалась большой открытой круглой аркой, за которой в небольшой комнате была устроена раздевальня с деревянными ящиками для хранения гимнастических костюмов и с рядом рапир, железных масок и прочих фехтовальных приборов. Помещение было не очень чисто, канализация плохая, освещение керосинное — лампами, начинавшими при беге коптить, а стёкла лопаться, но цена была очень недорога — всего 600 рублей в год».
В мае 1890 года общество переехало в Малый Спасский переулок, в дом Лопатиной (Малый Спасский переулок, д. 13). Занятия начались в сентябре 1890 года. Устройство зала повторяло устройство первого зала, но сам зал был ниже, а общая сырость помещения требовала усиленной топки, что делало воздух тяжёлым.
Уже в 1893 году общество снова переехало в дом Куманина (Ваганьковский переулок). Здесь, кроме самого гимнастического зала, члены общества получили в своё распоряжение 2 раздевалки и отдельную комнату для проведения встреч «Совета Общества».
В четвёртый зал — в дом И. И. Фидлера у Чистых прудов Общество переехало 1 ноября 1900 года. А пятым помещением в истории Общества стал дом реального училища на Кудринской-Садовой (Садовая-кудринская ул., д. 9), который находился в Пресненском районе Москвы.

### Появление футбола в РГО «Сокол»
Скорей всего это произошло летом 1897 года, а возможно и раньше. Вот что пишет об этом событии газета «Русское слово» от 30 июля 1897 года:
Русское гимнастическое общество, не довольствуясь только зимними занятиями гимнастикой, снимает теперь и летом дачу для этой цели (Петровский парк, дача Истомина). В течение настоящего лета общество устроило несколько игр для детей и взрослых, которых всегда бывает масса. Взрослых особенно интересует английская игра в ножной мяч.
Появление игры в футбол (английская игра в ножной мяч) в Русском гимнастическом обществе могло произойти и раньше. Например в 1895 году. Это участие спортсменов РГО летом в празднике на Ширяевом поле (Сокольники). Или летний слёт РГО в Одинцово в 1893 году. Поездка в дачную местность под руководством преподавателя Ф. И. Ольшаника, где члены РГО вместе с посетителями, общим количеством более 300 человек занимались сокольской гимнастикой под музыку и различными играми, в том числе и в ножной мяч.

### Цвета, форма и символика РГО «Сокол»

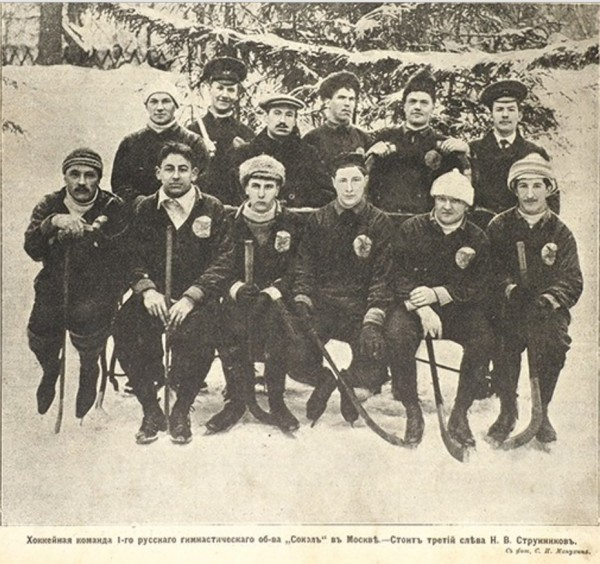
Первая команда по хоккею с мячом РГО Сокол (МКС) сезона зима 1911/1912 года

Официальные цвета Русского гимнастического общества «Сокол» были красно-белые. Они были взяты из «Сокольского движения». Традиционная форма спортсмена РГО «Сокол» — это белые футболки с красной окантовкой и красный пояс. Так же известно, что в 1918 и 1919 году футбольная команда РГО «Сокол» использовала в форме полосатые чёрно-жёлтые футболки и белые трусы, наряду с классической формой РГО «Сокол»: красные футболки и белые трусы. Символом «Русского гимнастического общества» был белый сокол. Он так же был взят у «Сокольского движения». Сокол — символ мужества и воинской доблести, оберег в сражении, походе. Собственно сокол — солнечный символ, означающий воодушевление, победу, восхождение через все уровни.
С момента основания и в эмиграции после запрета в России «Союз Русского Сокольства» являлся военно-спортивной организацией и имел свою униформу, должностные знаки различия, знамена и награды. Согласно Сокольского Устава униформа делилась на парадно-выходную и спортивную. Парадно-выходная униформа была похожа на форму Российской Императорской Армии, но с некоторыми чешскими отличиями. Включала мундир защитного цвета по образцу гусарского с особыми аксельбантами. Носился на правом плече в незастегнутом виде. Пилотка по образцу чешской с соколиным пером и особой металлической кокардой в виде переплетения букв С.О.К.О.Л., разных цветов для соколов и соколок. Шаровары защитного цвета с сапогами по образцу армейских. Гимнастическая рубаха по образцу гимнастерки модели 1910 года, но красного цвета. Широкий матерчатый пояс того же цвета и материала, как гимнастерка, с бляхой по образцу кокарды, но увеличенного размера. Спортивная форма, кроме футболки и гимнастических штанов, включала также мягкие кожаные туфли, называемые в СССР «чешки». На белых футболках с красными кантами набивался черный двуглавый российский орел. Спортивная форма «Сокола» была использована также и в Российской Императорской Армии. В эмиграции униформа претерпела незначительные изменения.

### Развитие РГО «Сокол»

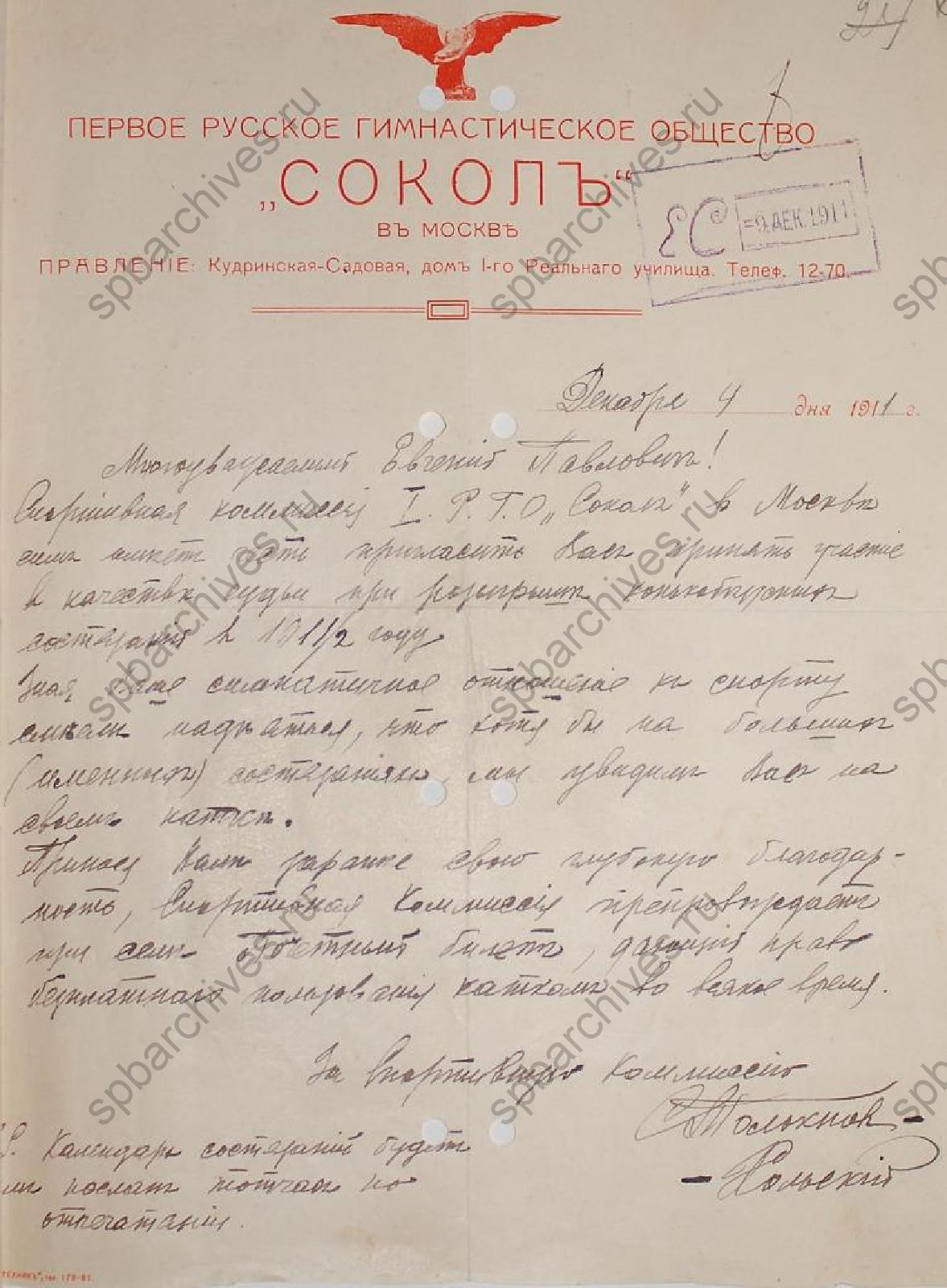
Письмо Спортивной комиссии Первого русского гимнастического общества «Сокол» Е. П. Свешникову с приглашением принять участие в качестве судьи в конькобежных состязаниях. 4 декабря 1911 г.

Самая первая штаб-квартира «Русского гимнастического общества» находилась на Страстном бульваре, дом 12 (Дом Редлиха), залы которого в 70-е годы XIX века сдавались московской школе гимнастики и фехтования. РГО развила популярность Сокольской гимнастики в Москве, а также большой популярностью пользовался конькобежный спорт.
Каток РГО на Патриарших прудах был открыт 6 декабря 1903 года. Для иллюстрации популярности катка РГО в Москве стоит сказать и о следующем: На каток Патриаршие пруды, привозил кататься на коньках своих дочерей знаменитый русский писатель Л. Н. Толстой, который был членом «Русского гимнастического общества». Любопытно, что в РГО «Сокол» состояли и братья Дуровы — Анатолий и Владимир, известные представители знаменитой артистической и цирковой династии.
В феврале 1910 года из футбольных команд РГО «Сокол» были созданы команды по хоккею с мячом, которые играли на катке Патриаршие пруды. В хоккей с мячом РГО «Сокол» (МКС) играл до марта 1923 года. В этой команде играл будущий патриарх «Спартак (Москва)» — Н. П. Старостин и его брат А. П. Старостин. В 1923 году команда превратилась в Краснопресненский Спортивный Клуб РКСМ («Красная Пресня»), которая в 1935 году станет командой «Спартак (Москва)». Команда по хоккею с мячом «Спартак (Москва)» просуществовала до 1961 года.
Именно на катке РГО «Сокол» на Патриарших прудах началась спортивная карьера Н. П. Старостина. Вот как он описывает начало спортивной карьеры в книге «Футбол сквозь годы»: «Мы с братом Александром начали бегать на коньках на Патриарших (Пионерских) прудах, где находился павильон РГО и где блистали его знаменитые конькобежцы: Струнников, Седов, братья Ипполитовы. Пожалуй, наиболее колоритной фигурой среди звезд РГО был Василий Ипполитов…».
В 1907 году после указа премьер-министра Российской империи П. А. Столыпина РГО стало Русским гимнастическим обществом «Сокол». Сам Столыпин с сыном вступил в «Сокольское движение» и начал всячески поддерживать движение «Русского сокольства».
В честь 25-летия Русского гимнастического общества гимнастический праздник проводился в Московском манеже. Несмотря на суровую метель и холод −12 градусов, 2 декабря 1907 года в Манеже, возле Московского Кремля собралось свыше 2000 человек. Манеж украсили русскими национальными флагами, соорудили эстраду для демонстрации движений. Праздник длился почти 5 часов и имел огромный успех среди москвичей и гостей столицы.
После этого количество сокольских организаций в Российской империи начало стремительно расти. И в итоге 1910 году был создан «Союз Русского сокольства», а в апреле следующего года в Москве прошел первый съезд делегатов «Союза Русского сокольства». Съезд провозгласил приверженность сокольской идее славянского братства. Было также провозглашено, что «Сокольство в России должно служить одним из элементов спаяния племён Российской империи во имя блага и мощи России». Российскими соколами были приняты основные принципы сокольства — «принципы демократизма и любви к ближнему, сознание гражданского и общественного долга и альтруизм». К 1914 году в России в 26 городах было 42 сокольские организации. А на 1917 год в России было уже более 60 Сокольских организаций.
У руководителей российского сокольства были различные точки зрения по вопросу о том, могут ли в нем участвовать нерусские подданные России. Русские националисты отстаивали тезис «Русское сокольство — только для русских», а несогласные с ними утверждали: «Русский сокол должен объединять под своей сенью всё русское, все народности Российской империи под общей идеей: все мы братья во славу великой и общей нашей родины — России».
Весной 1917 года после Февральской революции у футбольной команды РГО «Сокол» появляется собственный футбольный стадион в Пресненском районе в Большом Тишинском переулке. До этого футбольная команда РГО «Сокол» арендовала футбольные поля у различных футбольных клубов Москвы. Место для стадиона было посоветовано руководству РГО (Н. Т. Михеев, В. Н. Шустов, П. С. Львов) Н. П. Старостиным осенью 1916 года, так как семейство Старостиных жило в собственном доме возле самого пустыря под названием «Горючка», которое и стало неофициальным названием футбольного стадиона РГО «Сокол».

### РГО «Сокол» и «Союз Русского Сокольства» после Октябрьской революции
После Октябрьской революции 1917 года «Союза Русского Сокольства» распался. В 1918 году возникла инициативная группа для возрождения сокольства и созыва сокольского съезда. Однако программа и деятельность «соколов» не устраивала власти Советской России, так как те отмежёвывались от заданий введённого декретом ВЦИК Всевобуча (всеобщего обязательного военного обучения) и придерживались принципов славянофильства. В 1923 году по указанию лидеров большевиков К. Б. Радека и Н. И. Бухарина Русское сокольство запретили, и многие оставшиеся в России его руководители были арестованы. Русское сокольское движение продолжило существование среди белоэмигрантов, в частности, в Югославии и Франции. Сокольские мероприятия в СССР в 1924 году превратились в Спартакиады.
В 1926 году на членов «Союза Русского Сокольства» было заведено дело П-66877 (Начато: 28.12.1926 Окончено: 14.03.1927) по обвинению в контрреволюционной подпольной деятельности (статья 58, пункт 5 УК). В списке обвиняемых 36 человек, среди них: Г. А. Дюпперон, Вейвода Алоис Осипович, Крундышев Н. Ф., Кишкин Б. М., Белопольский С. П., Горчин В. К., Вихра Г. В., Мириманов Р. И., Эргардт В. В., Штангль Я. В., Якуничев Георгий А. и др.

### Футбольная команда РГО «Сокол» (РГО, МКС) после Октябрьской революции
В осеннем первенстве 1918 года Чемпионата Москвы среди команд класса «В» РГО «Сокол» занял 1 место. А осенью 1919 года футбольная команда РГО «Сокол» стала победительницей в чемпионате Москвы в Классе «Б», выиграв кубок Мусси.

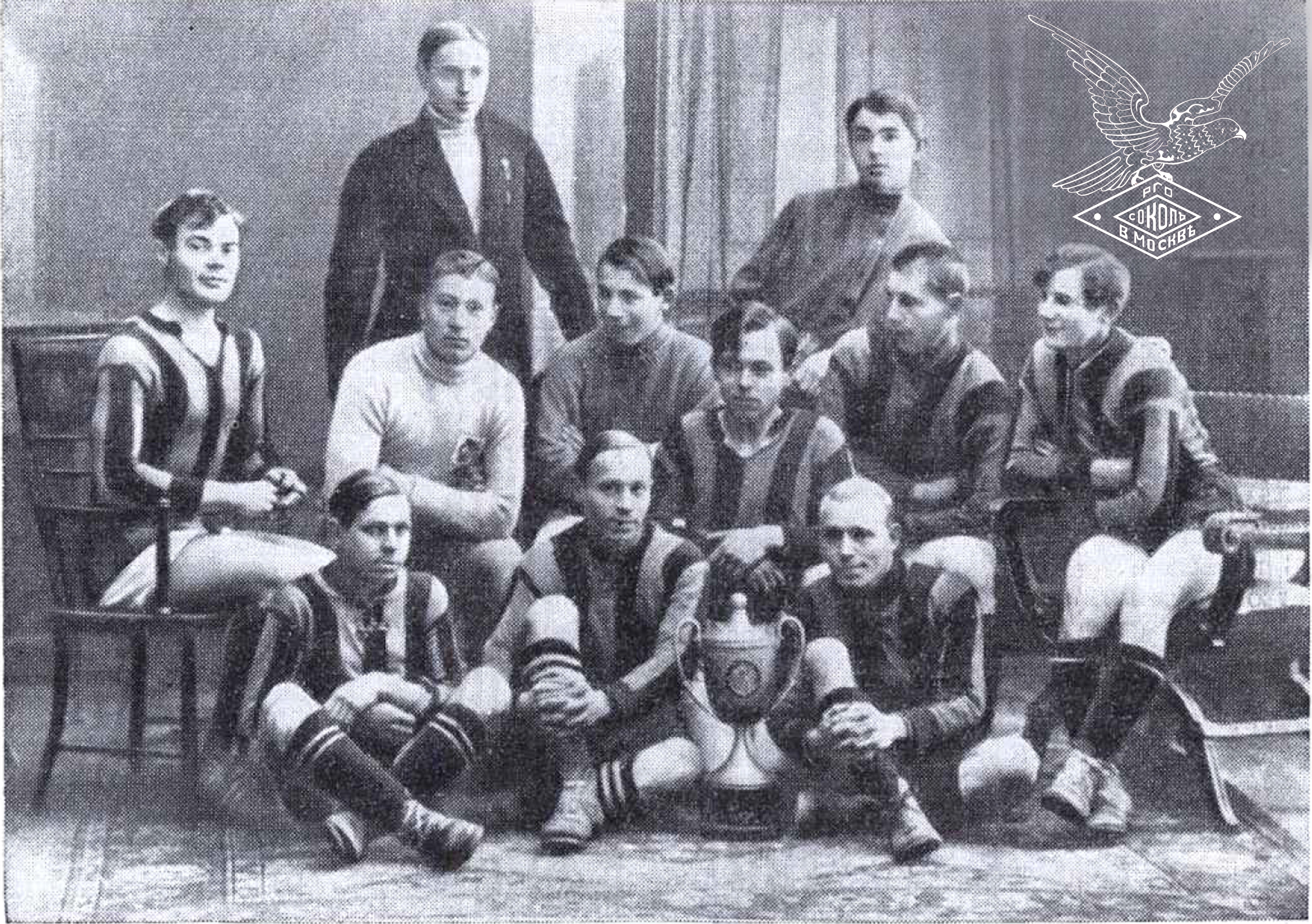
Футбольная команда РГО «Сокол» с выигранным Кубком Мусси (Чемпионат Москвы (МФЛ Класс Б)). Осень 1919 года

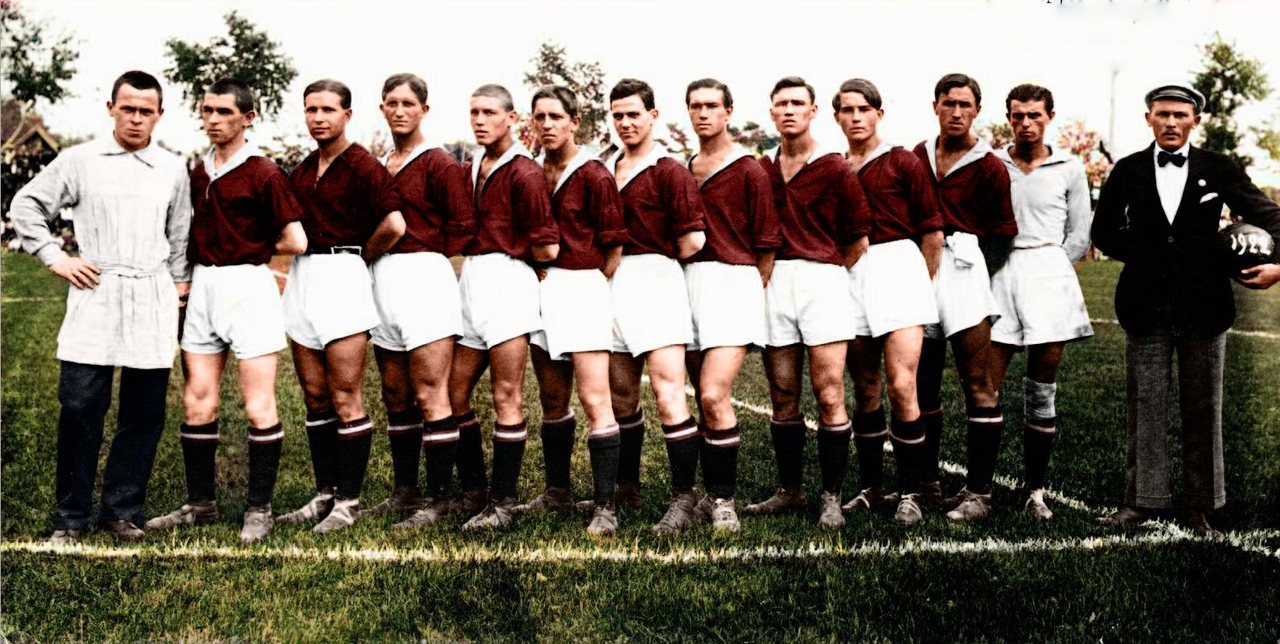
Футбольная команда РГО Сокол — МКС(Московский Клуб Спорта) в 1922 году. В 1920—1922 годах РГО Сокол (МКС) играл в красных футболках, белых трусах и чёрных гетрах

В июле 1920 года футбольная команда РГО «Сокол» и вообще само спортивное общество РГО «Сокол» было временно (до марта 1921 года) переименовано в МКС («Московский клуб спорта»). 1 августа 1920 года футбольная команда РГО Сокол провела первый официальный матч под новым названием МКС (Московский Клуб Спорта). На стадионе ОФВ (Девичье Поле) в Хамовниках вторая футбольная команда МКС сначала выиграла у Благуши-2, а потом первая проиграла Благуше. В 1921 году футбольная команда РГО «Сокол» была финалистом Кубка «КФС-Коломяги» (Кубок абсолютного первенства Москвы), выиграв предварительный групповой этап.
В марте 1922 года футбольная команда РГО «Сокол» и вообще само спортивное общество РГО «Сокол» было опять переименовано в МКС («Московский клуб спорта»). То есть сама футбольная команда и спортивное общество РГО «Сокол» успело переименовываться в МКС и избежать расформирования, чего не избежало в 1923 году большинство футбольных и вообще спортивных клубов Москвы, у которых было «буржуазное» (дореволюционное) прошлое. Примечательно то, что спортсмены, в том числе футболисты РГО «Сокол», среди которых были братья Старостины в марте 1922 года выступали против переименования РГО «Сокол» в «Красную Пресню». И в итоге было дано компромиссное название МКС, которое ранее использовалось РГО «Сокол» с августа 1920 по февраль 1921 года. В апреле 1923 года РГО «Сокол» (МКС) был реорганизован в Краснопресненский спортивный клуб РКСМ («Красная Пресня»). А спустя 11 лет, 14 ноября 1934 года, футбольная команда «Промкооперация» официально получит громкое имя «Спартак».

### Русский Сокол в эмиграции
Начало Русского сокольства за рубежом было положено основанием гимнастического общества «Русский Сокол» в Праге 16 января 1921 года. В это же время в военных лагерях Русской армии в Галлиполи (Турция) продолжала функционировать Офицерская гимнастическо-фехтовальная школа, использующая сокольскую гимнастику в качестве обучения по дореволюционной системе. 2 июля 1922 года, состоялось организационное собрание общества «Русский Сокол» в Земуне (Королевство СХС). Возникновение Русского сокольства за рубежом встретило братскую поддержку со стороны Чехословацкого и Югославянского сокольства. 1923 год — I съезд Союза русского сокольства.
В 1927 году, кроме новых организаций в Чехословакии и Королевстве СХС, возникли русские сокольские организации во Франции (в Мёдоне), в Болгарии (Софии и Шумене) и, в ближайшие годы, — в Латвии (в Даугавпилсе и затем в Риге), в Польше (Познани), в Китае (Тяньзине, Шанхае и Харбине) и в США (Нью-Йорке).
После Второй мировой войны правление Союза русского сокольства переместилось в США. В настоящее время Общество «Русский Сокол» за рубежом сохранилось лишь в Лос-Анджелесе (США) и в Париже (Франция). С 1993 года Союз русских соколов существует и в РФ.

## Достижения футбольной команды
Московская футбольная лига (Группа «В»)
- победитель (1): 1918(о)

Чемпионат Москвы в группе «Б» (Кубок Андрея Мусси)
- победитель (2): 1919(о), 1922(о)

Переходный Турнир групп «А» и «Б» Московской Футбольной Лиги
- победитель (1): 1922
- финалист (1): 1919

Кубок КФС — «Коломяги» (Абсолютное первенство Москвы)
- финалист (2): 1921, 1922

Приз Открытия Московского Футбольного Сезона (Кубок Бориса Майтова)
- победитель (1): 1922

### Тренеры и спортсмены РГО «Сокол»
- Александр Александрович Лебедев
- Франц Иванович Ольшаник
- Владимир Павлович Патокин
- Александр Иванович Постников
- Тарас Петрович Тарасов
- Фердинанд Фердинандович Шнепп
- Игорь Владимирович Ильинский
- Василий Афанасьевич Ипполитов
- Платон Афанасьевич Ипполитов
- Николай Иванович Седов
- Николай Васильевич Струнников
- Константин Павлович Квашнин
- Павел Ксаверович Лауденбах
- Станислав Викентьевич Леута
- Дмитрий Иванович Маслов
- Василий Захарович Рудь
- Ян Юрьевич Спарре
- Александр Петрович Старостин
- Вера Петровна Старостина
- Клавдия Петровна Старостина
- Николай Петрович Старостин
- Иван Дмитриевич Старостин
- Владимир Иванович Хайдин
- Анатолий Андреевич Переселенцев
- Василий Николаевич Шустов
- Валентин Михайлович Добровский
- Павел Сергеевич Львов
- Николай Тимофеевич Михеев
- Михаил Иванович Петухов
- Александр Ильич Филиппов
- Виктор Николаевич Прокофьев
- Фогель Борис Александрович